# Mercedes-Benz L319
Mercedes-Benz L319 – samochód użytkowy produkowany pod marką Mercedes-Benz w latach 1955–1968. Cechował się wymiarami większymi niż typowy van z lat produkcji, był jednak mniejszy niż lekki samochód ciężarowy. Był to pierwszy pojazd producenta w tym segmencie. Samochód oferowany był w licznych wersjach nadwozia, dostępne były zabudowy ciężarowe jak i typu van, oprócz tego możliwa była aranżacja na minibus.
Mercedes L319 charakteryzował się płaską przednią częścią nadwozia za którą zamontowany był silnik. Napęd przenoszony był na oś tylną. Masa całkowita pojazdu wynosiła 3600 kg, ładowność zaś w zależności od wersji 1600-1800 kg. Początkowo jako źródło napędu wykorzystywano wysokoprężną jednostkę R4 1.8 o mocy 44 KM znaną z modelu W120 180D, pozwalała ona na osiągnięcie prędkości maksymalnej rzędu 80 km/h. W późniejszym czasie oferowano także benzynowy motor R4 1.9 o mocy 66 KM z modelu W121 190, który pozwalał na rozpędzenie się do 95 km/h. W późniejszym czasie podniesiono moc maksymalną silników do 56 KM (diesel) i 81 KM (benzyna).
Od roku 1963 zmieniono nazwy poszczególnych wersji, wysokoprężna otrzymała oznaczenie L405, benzynowa zaś L407. Oprócz tego występowały też warianty L406/L408. Produkcję zakończono w 1968 roku (1970 rok Hiszpania), powstało około 140 000 egzemplarzy.

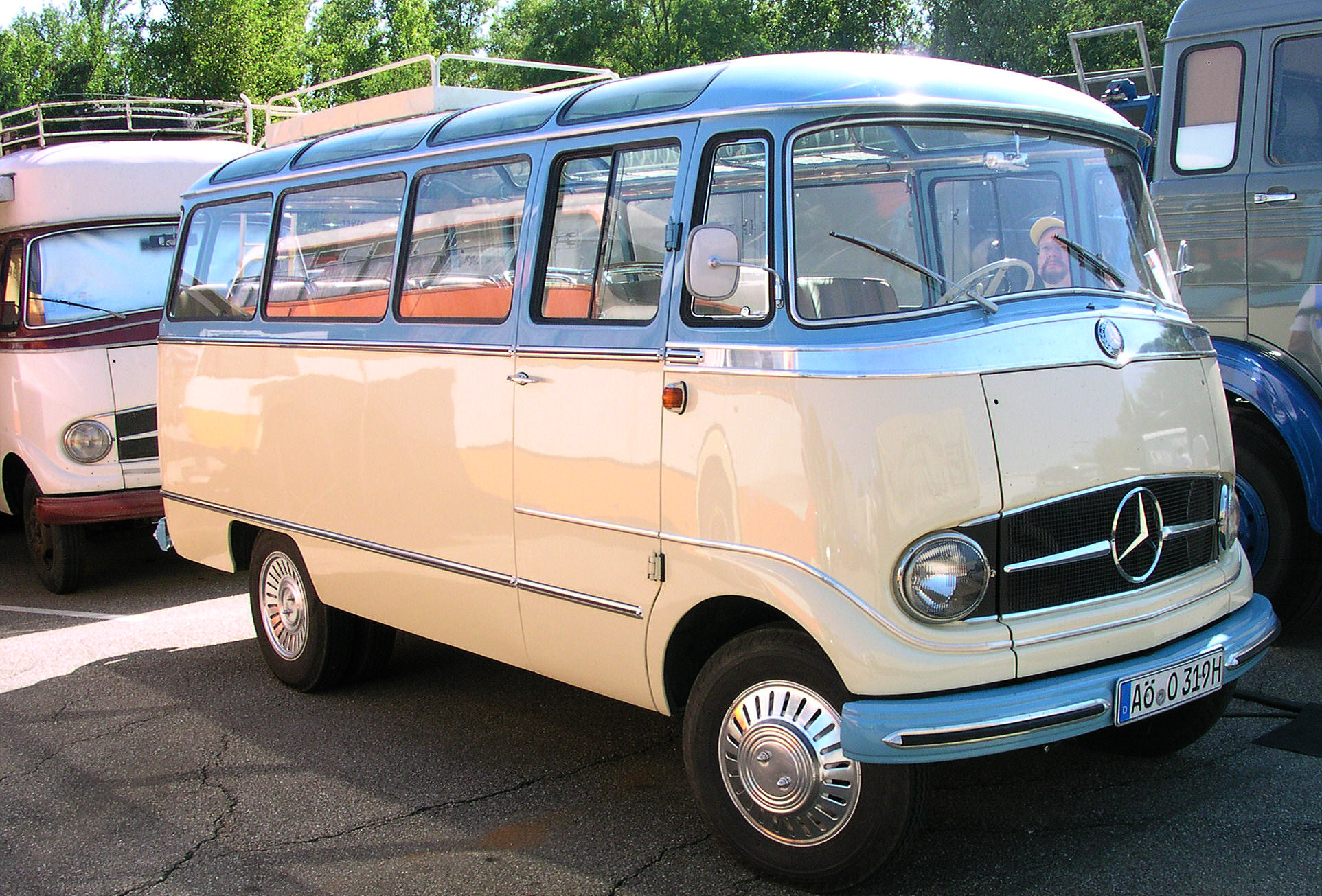
Mercedes-Benz O319 (bus)
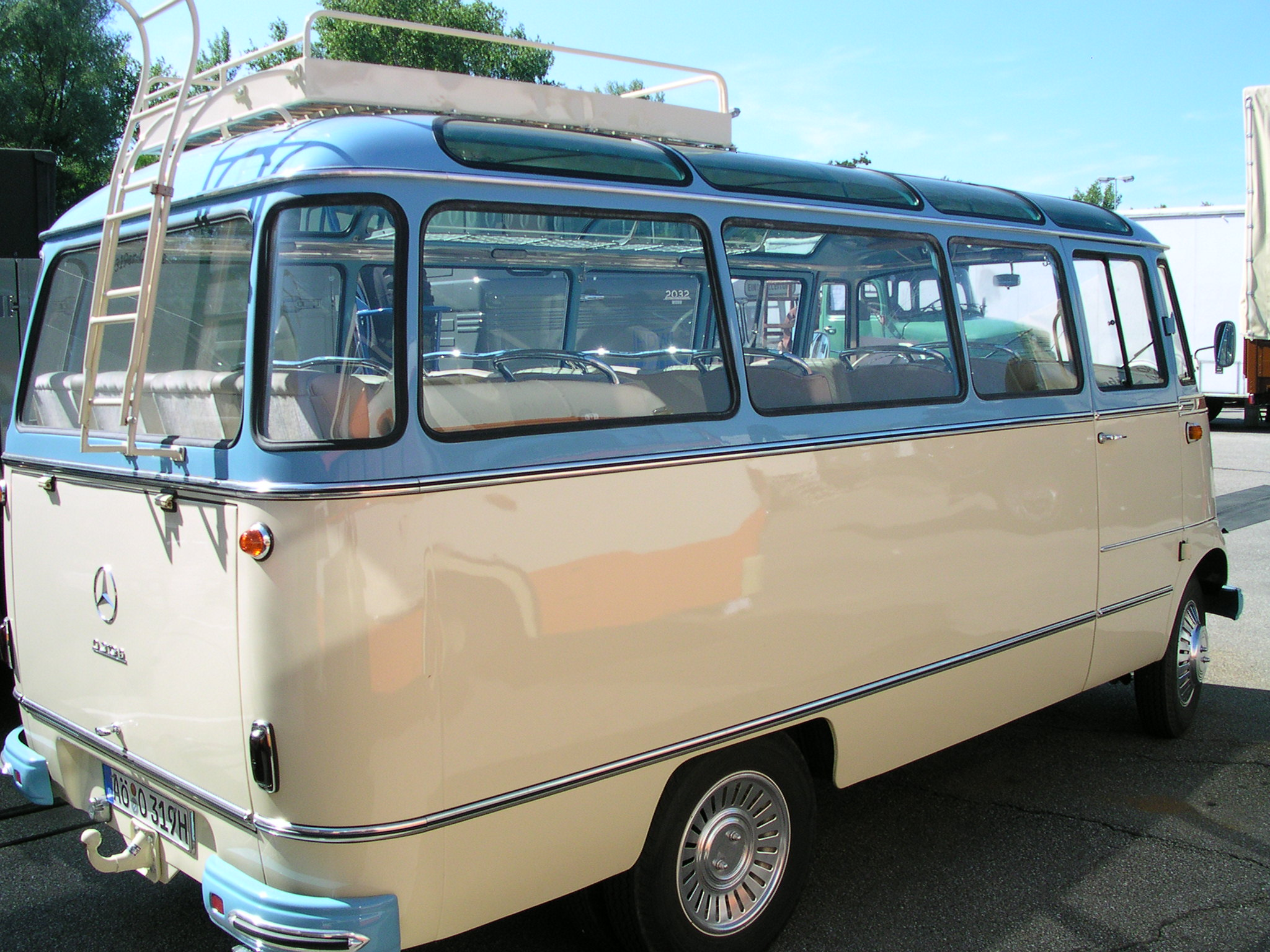
Mercedes-Benz O319 (bus)
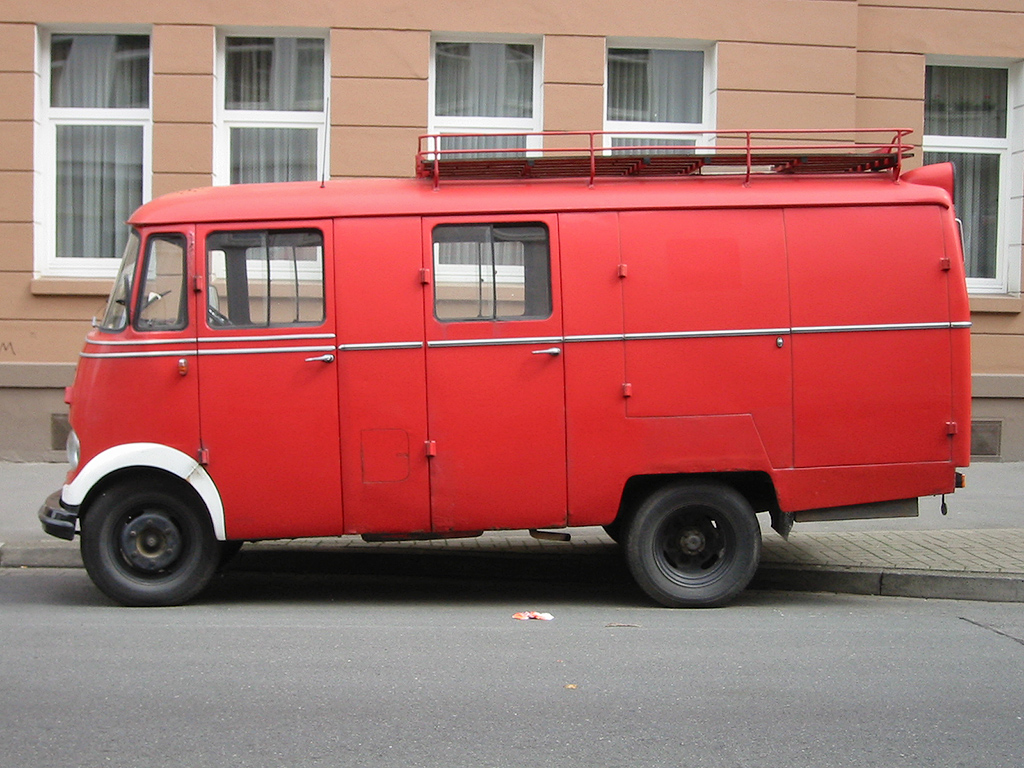
Mercedes-Benz L319
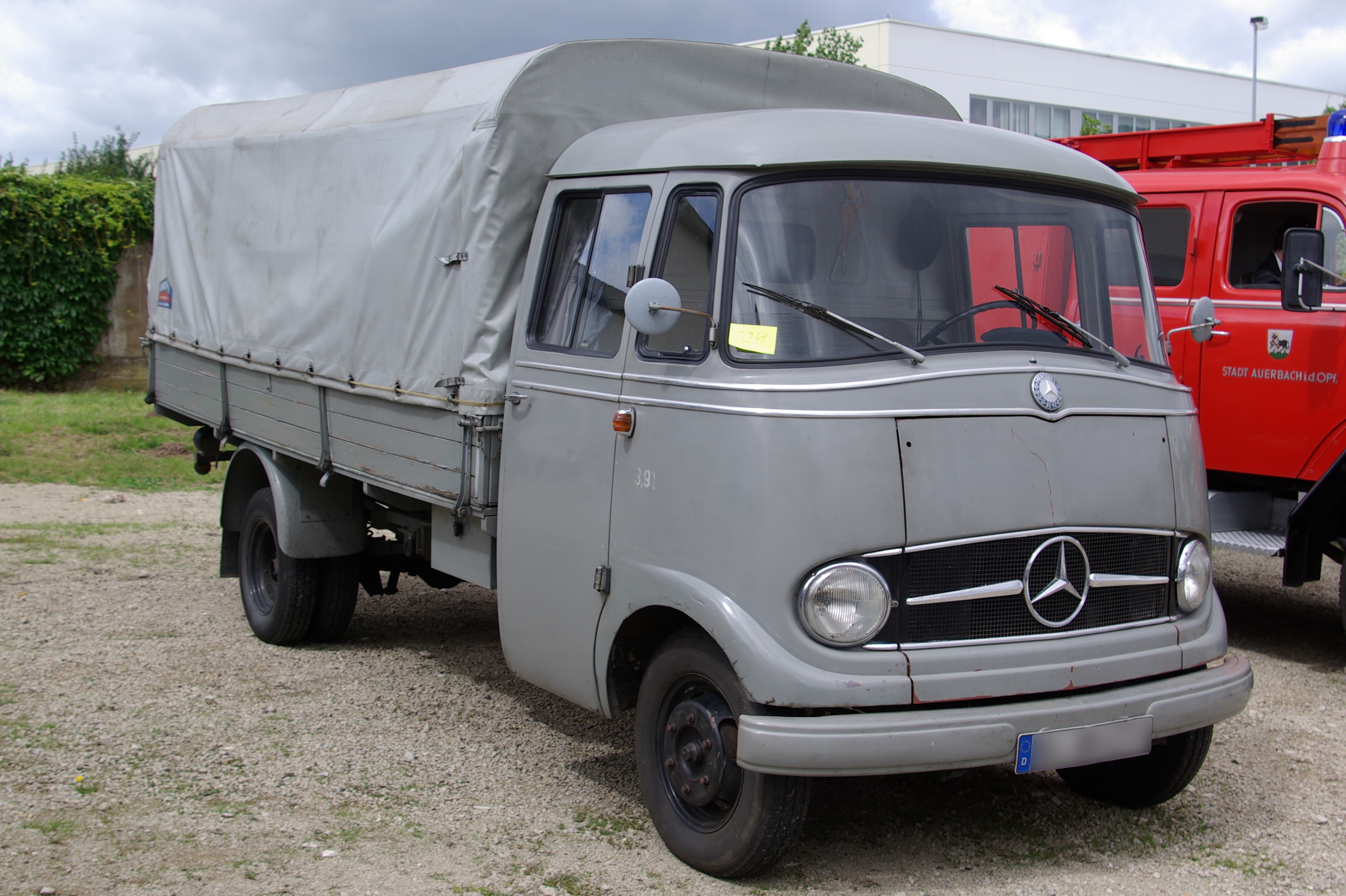
Mercedes-Benz L319